# Synthecium carinatum
Synthecium carinatum is een hydroïdpoliep uit de familie Syntheciidae. De poliep komt uit het geslacht Synthecium. Synthecium carinatum werd in 1930 voor het eerst wetenschappelijk beschreven door Totton. 